# Amphineurus pressus
Amphineurus (Amphineurus) pressus là một loài ruồi trong họ Limoniidae. Chúng phân bố ở miền Australasia.